# The Mafat Conspiracy
The Mafat Conspiracy (Japans: ゴルゴ13 第二章 イカロスの謎) is een videospel voor het platform Nintendo Entertainment System. Het spel werd uitgebracht in 1990. Het spel is een zijwaarts scrollend actiespel. De speler speelt in dit spel Golgo 13 (ook wel Duke Togo). 